# Prasinocyma permagna
Prasinocyma permagna är en fjärilsart som beskrevs av Claude Herbulot 1982. Prasinocyma permagna ingår i släktet Prasinocyma och familjen mätare. Inga underarter finns listade i Catalogue of Life.